# Klevjer
Klevjer is een plaats in de Noorse gemeente Holmestrand, provincie Vestfold. Klevjer telt 359 inwoners (2007) en heeft een oppervlakte van 0,4 km².